# ニセコアンヌプリ国際スキー場
ニセコアンヌプリ国際スキー場（ニセコアンヌプリこくさいスキーじょう）は、北海道虻田郡ニセコ町にあるリゾート（スキー場）。

## 概要
ニセコアンヌプリの裾野に広がる「ニセコユナイテッド」（ニセコアンヌプリ国際スキー場・ニセコビレッジ・ニセコ東急 グラン・ヒラフ・ニセコHANAZONOリゾート）の1つ。スキー場と宿泊施設があり、北海道中央バスグループの中央バスニセコ観光開発が運営している。隣接する「ニセコノーザンリゾート・アンヌプリ」は、明治海運グループのホテルアンヌプリが運営している。

## 沿革
「スキー場の歴史」参照

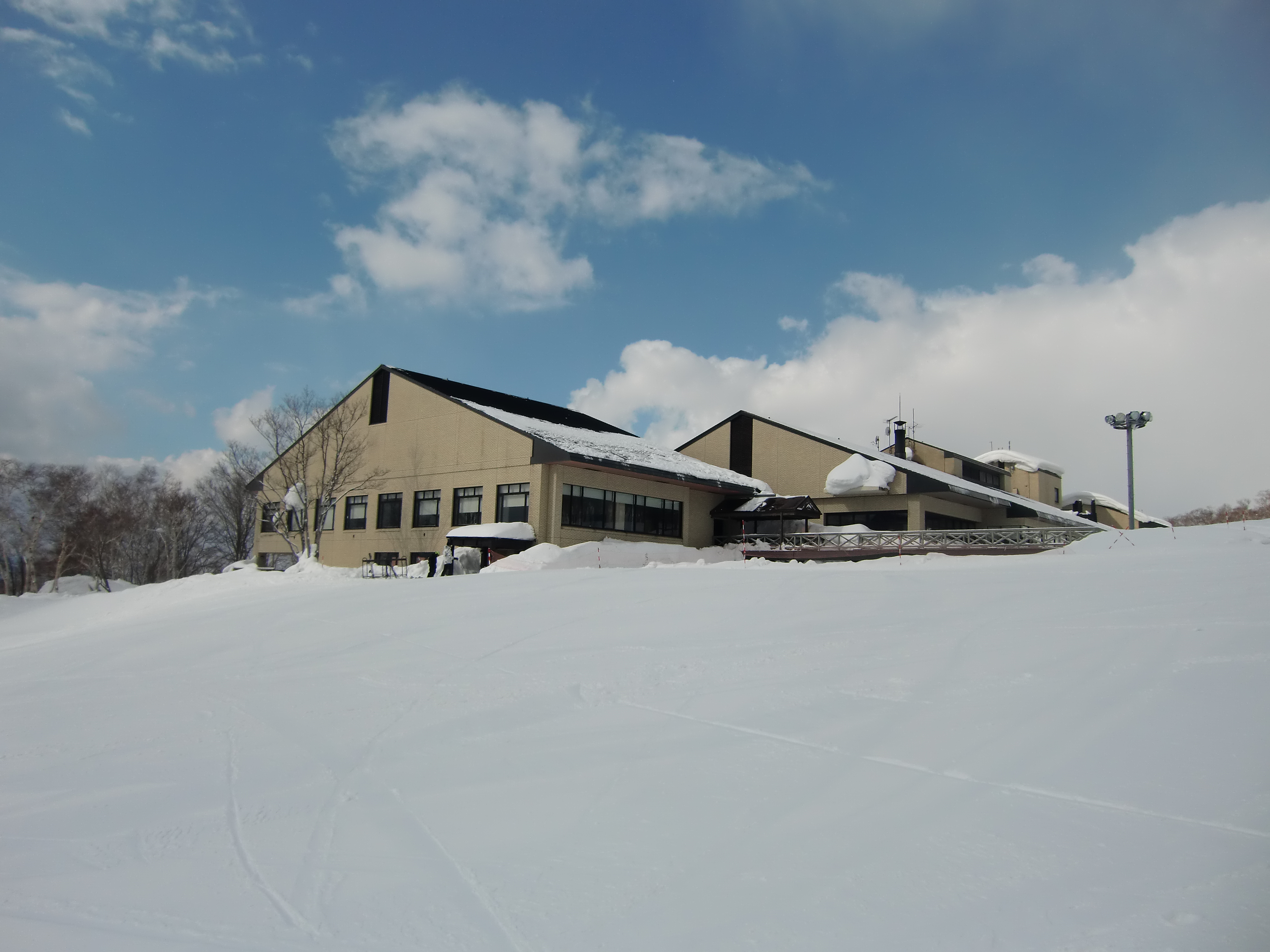
ニセコノーザンリゾート・アンヌプリ（2022年3月撮影）

- 1972年（昭和47年）：リフト3基・ロッジ・駐車場完成し、オープン。
- 1981年（昭和56年）：「ホテルニセコいこいの村」オープン（雇用促進事業団が建設[11]）。
- 1984年（昭和59年）：ジャンボ第4リフト完成。
- 1985年（昭和60年）：「ホテル日航アンヌプリオープン」。アンヌプリゴンドラ完成。
- 1988年（昭和63年）：1,000m台地展望台完成。
- 1992年（平成04年）：ジャンボ第1クワッド完成。
- 1993年（平成05年）：電子リフトチケットシステム「ニセコフリーパスポートシステム」導入[12]。
- 1999年（平成11年）：ヌックアンヌプリリニューアル。
- 2006年（平成18年）：ゴンドラリフトに制振装置導入。
- 2007年（平成19年）：ホテル日航アンヌプリが「ニセコノーザンリゾート・アンヌプリ」と改称。
- 2010年（平成22年）：スノーエスカレーター設置。
- 2015年（平成27年）：ホテルニセコいこいの村がリニューアルし、「いこいの湯宿 いろは」と改称[13]。
- 2017年（平成29年）：山麓部にドリーム第1クワッド完成[14]。

## 施設

### スキー場
コース
- 初級コース
  - パラダイスコース
  - ファミリーコース
  - ジュニアコース
- 中級コース
  - ユートピアコース
  - パノラマコース
  - シルバーコース
  - 白樺コース
  - S字コース
  - ダイナミックコース
- 上級コース
  - チャンピオンコース
  - 深雪林間コース
  - メルヘンコース
  - チャレンジコース

リフト・ゴンドラ
| 名称                | 定員 | 路線長  | 所要時間 | 備考     |
| ------------------- | ---- | ------- | -------- | -------- |
| アンヌプリゴンドラ  | 6名  | 2,274 m | 10分     |          |
| ドリーム第1クワッド | 4名  | 433 m   | 4分      |          |
| ジャンボ第1クワッド | 4名  | 1,117 m | 6分      | フード付 |
| ジャンボ第2ペア     | 2名  | 764 m   | 6分      |          |
| ジャンボ第3ペア     | 2名  | 569 m   | 4分      |          |
| ジャンボ第4ペア     | 2名  | 605 m   | 4分      |          |

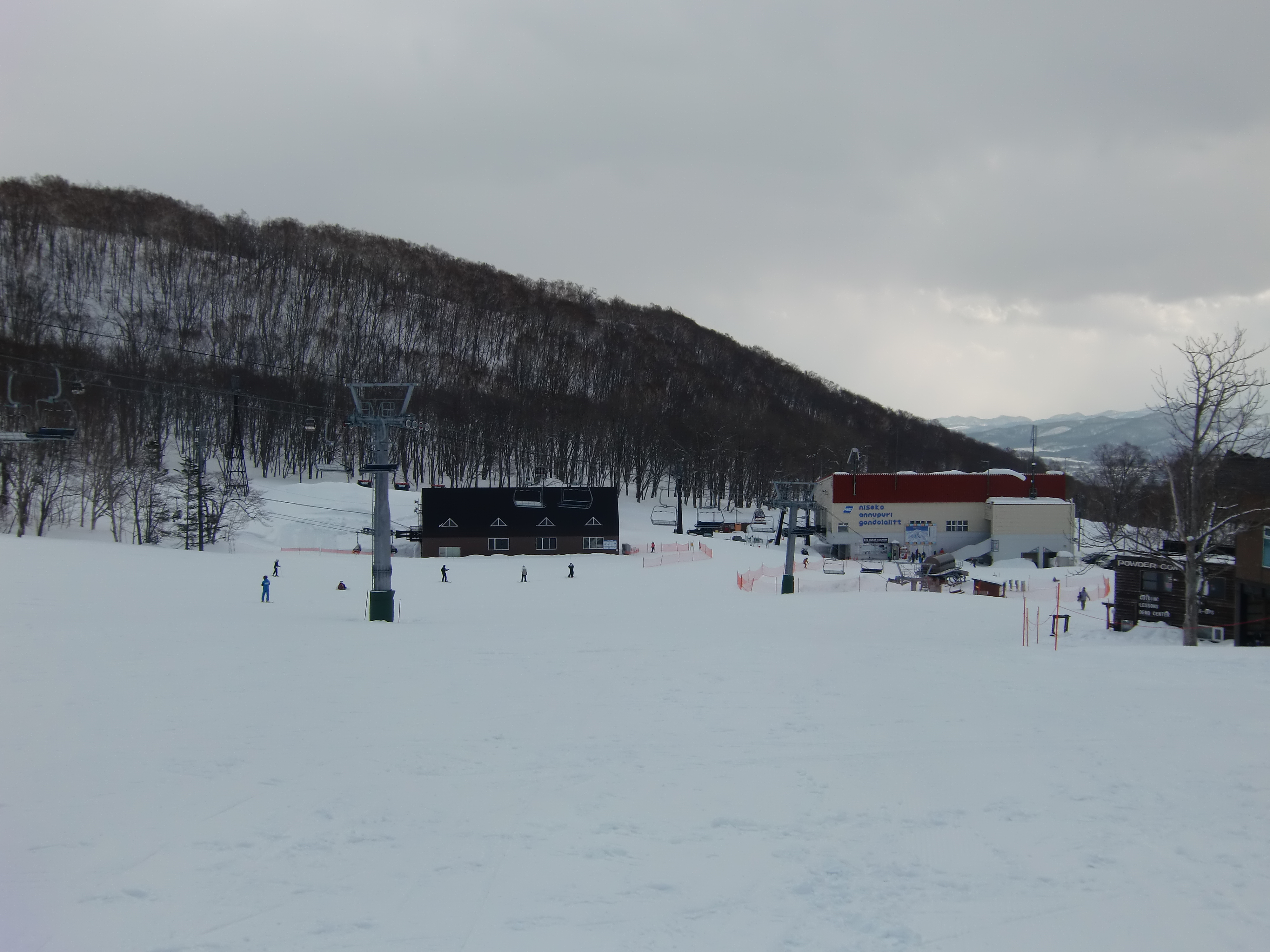
アンヌプリゴンドラ（右奥）、ジャンボ第1クワッド（左奥）、ドリーム第1クワッド（手前側）（2022年3月撮影）
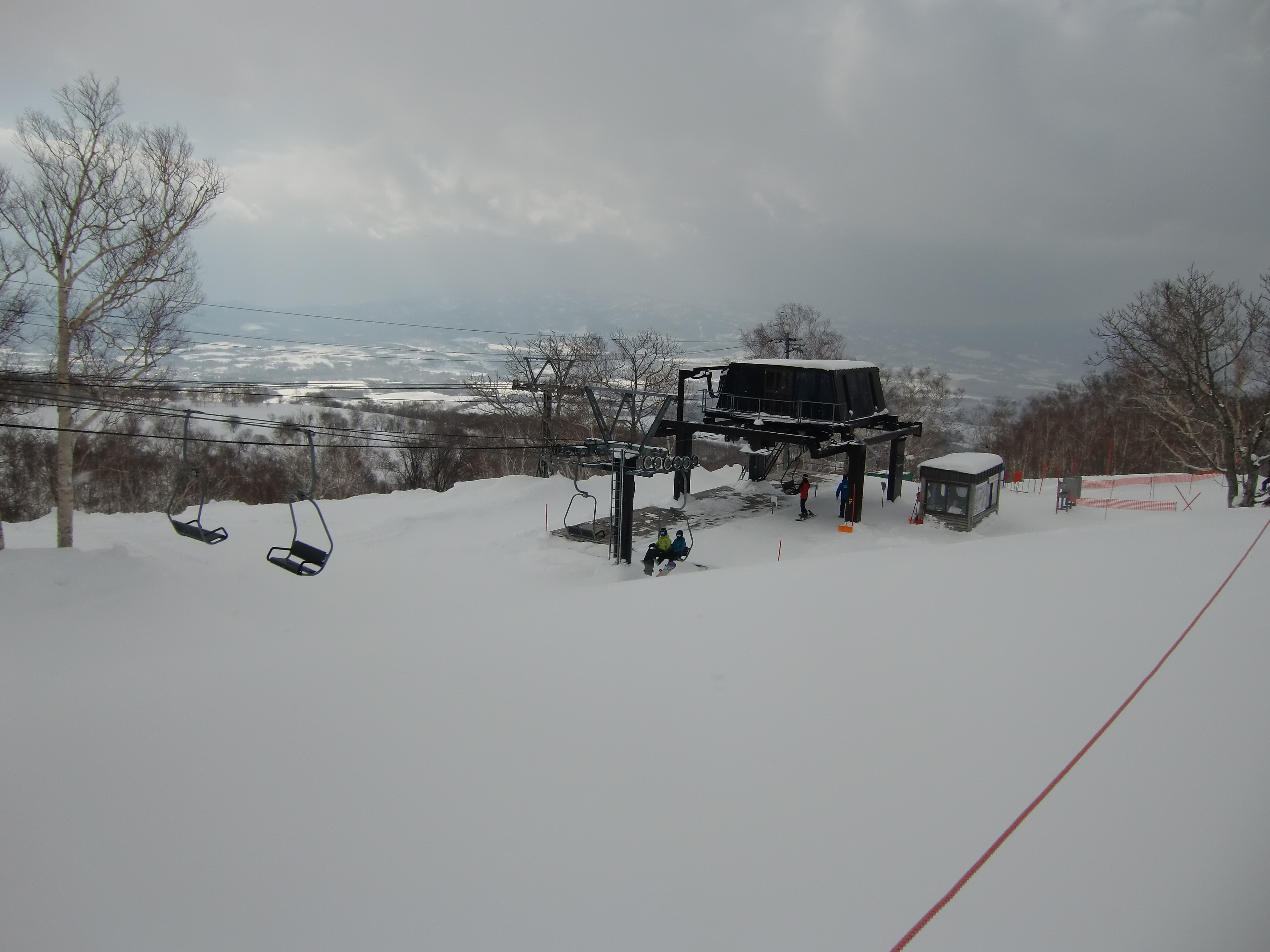
ジャンボ第2ペア（2022年3月撮影）
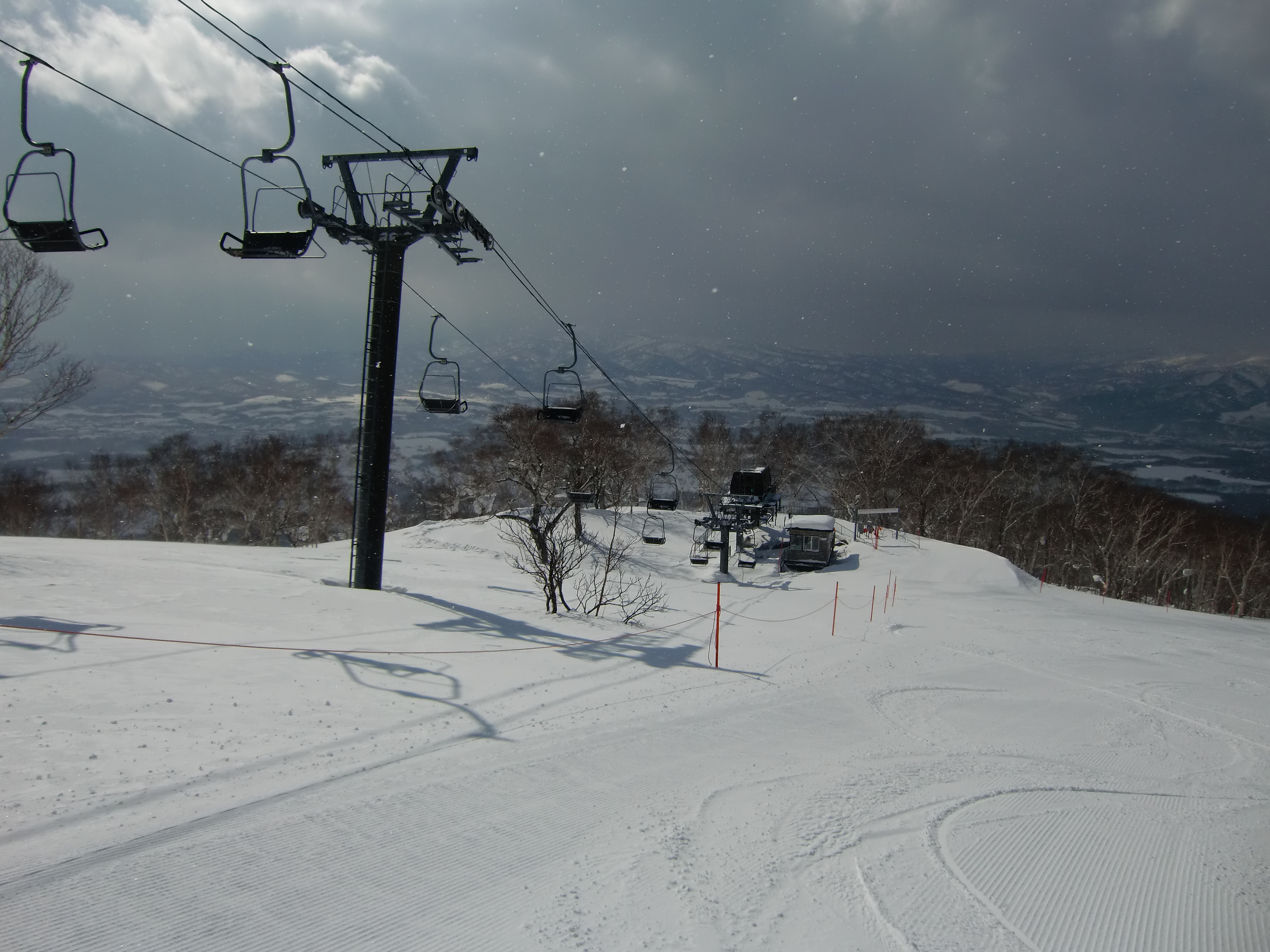
ジャンボ第3ペア（2022年3月撮影）
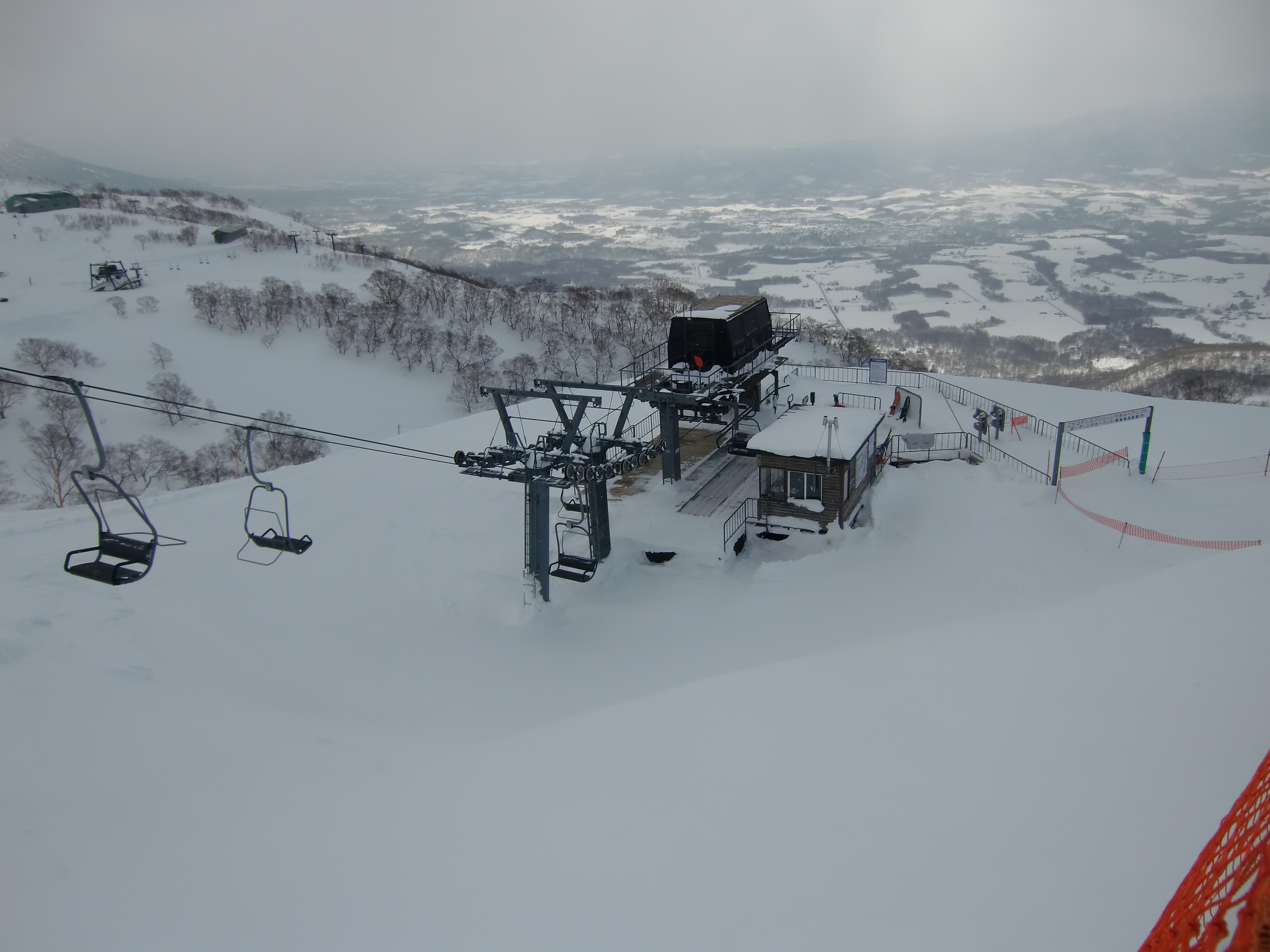
ジャンボ第4ペア（2022年3月撮影）

廃止したリフト
| リフト名    | 定員 | 路線長 | 所要時間 | 備考 |
| ----------- | ---- | ------ | -------- | ---- |
| ジャンボ第1 | 1名  | 不明   | 不明     |      |
| ジャンボ第2 | 1名  | 不明   | 不明     |      |
| ジャンボ第3 | 1名  | 不明   | 不明     |      |

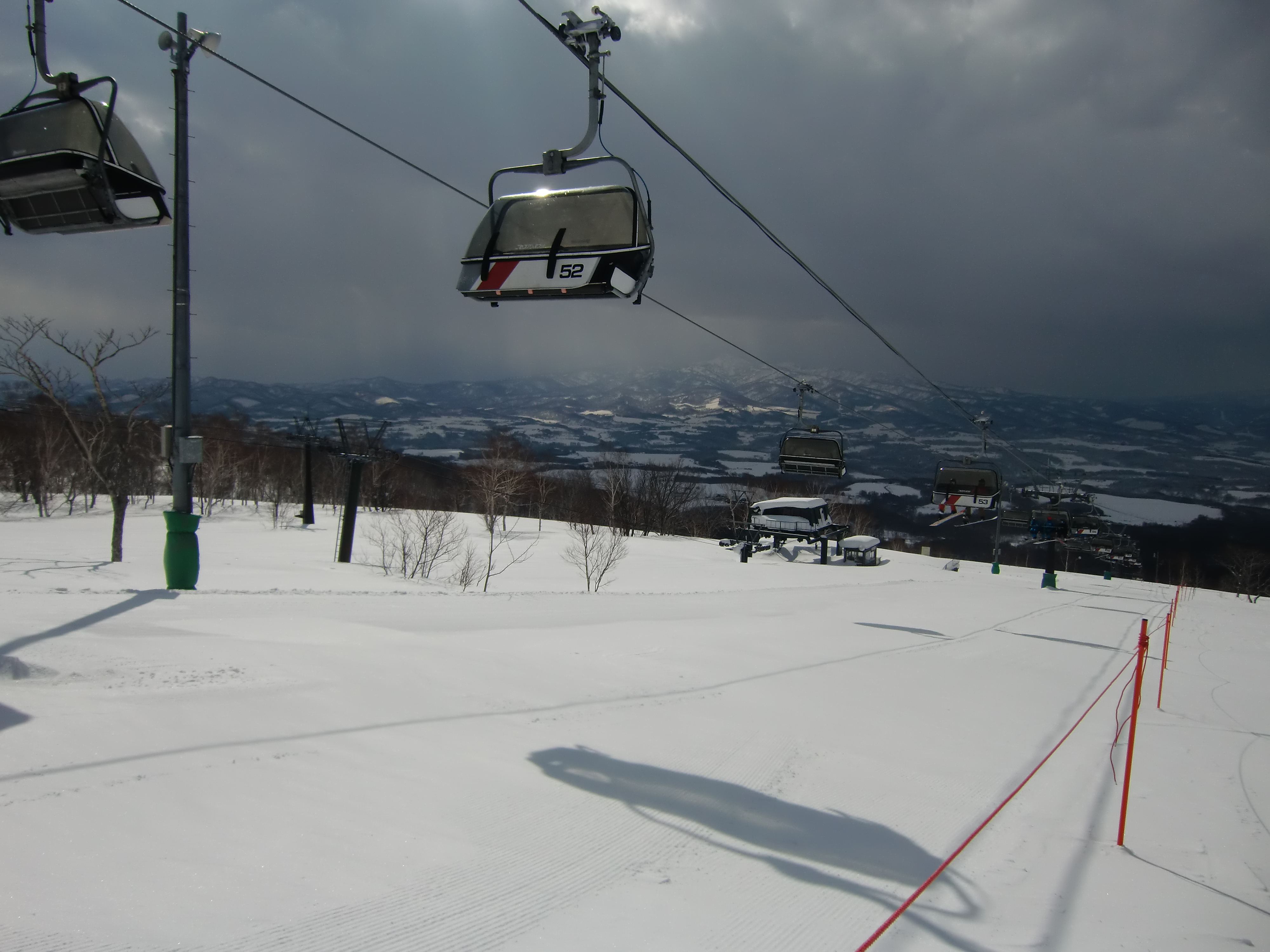
旧ジャンボ第2リフト（奥側、2022年3月撮影）

その他
- ヌックアンヌプリ（レストラン ニュー三幸、売店、レンタル、スクール受付、ロッカー、更衣室）
- レストハウス（フードコート、休憩スペース）
- ぱらだいすヒュッテ《BEARSカフェ》

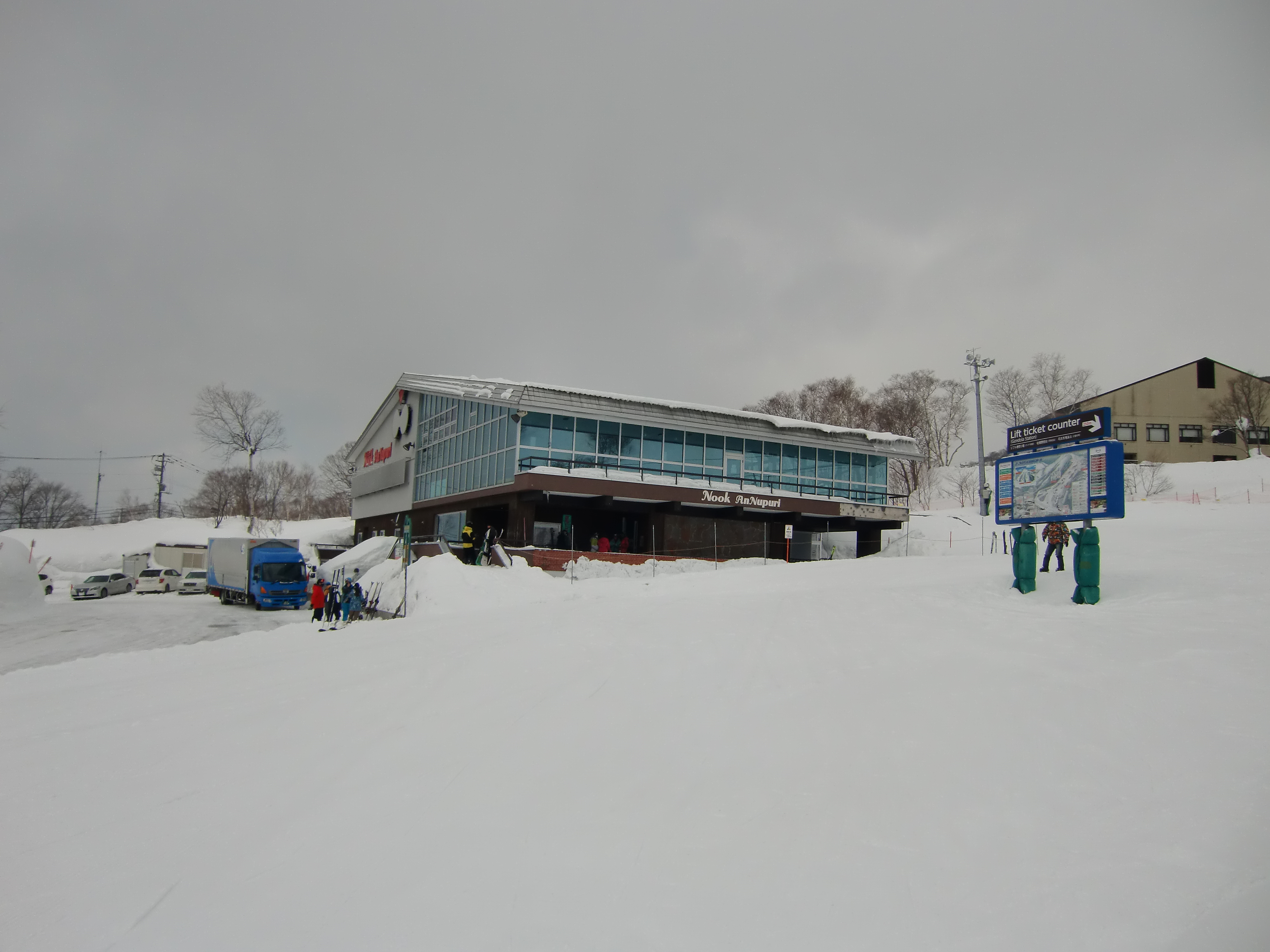
ヌックアンヌプリ（2022年3月撮影）
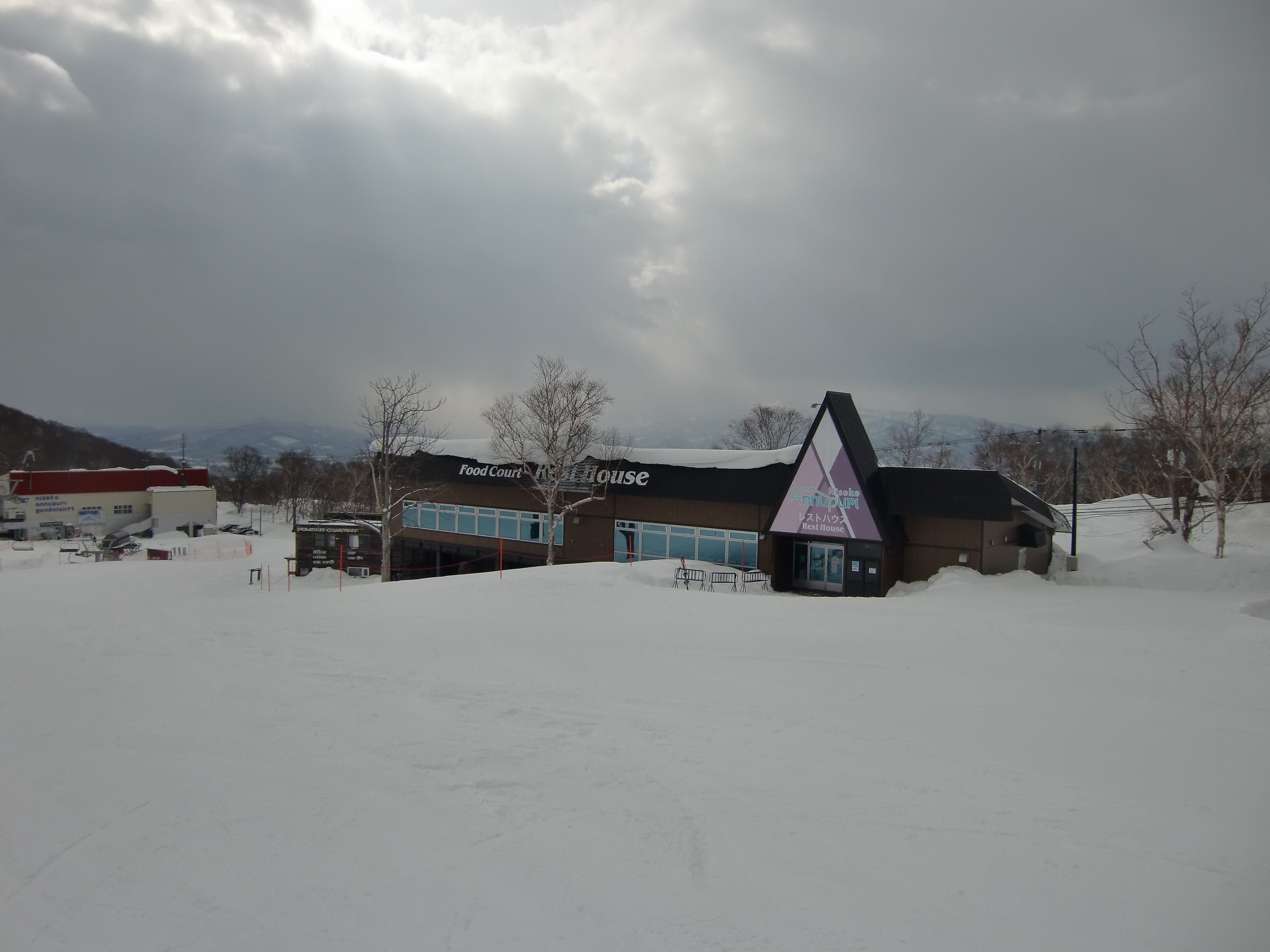
レストハウス（2022年3月撮影）
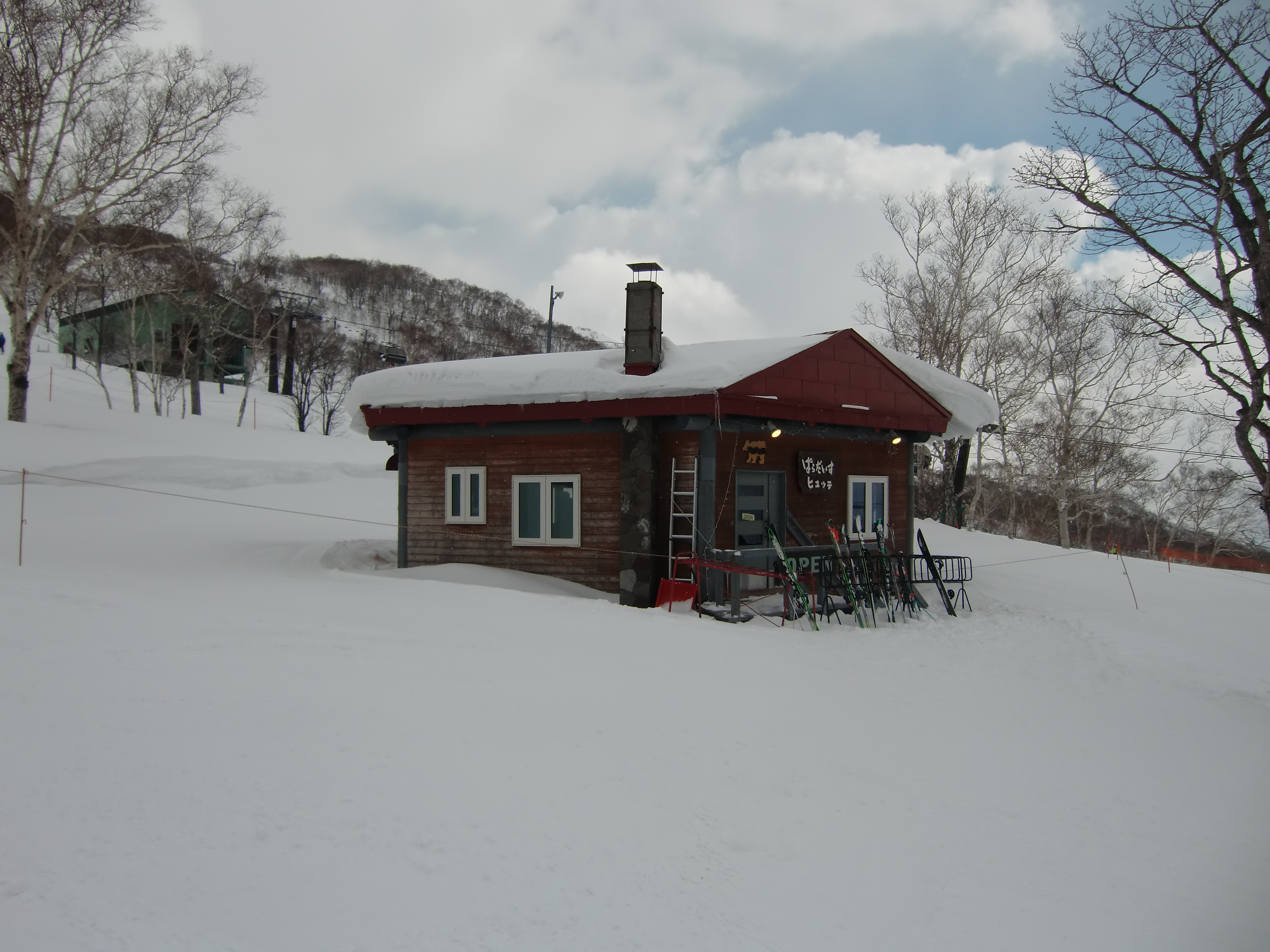
ぱらだいすヒュッテ《BEARSカフェ》（2022年3月撮影）

### いこいの湯宿 いろは
- 客室
  - 新館
    - 和洋室 (55 m²)
    - 和洋室 (55 m²)〈ユニバーサルデザイン〉

  - 本館
    - 和洋室（洋室ツイン+和室6畳、洋室+和室8畳、洋室ツイン+和室10畳）
    - 和洋室（洋室ツイン+和室10畳）〈眺望なし〉
    - 和室ローベッドツイン（ツイン+畳の間5畳）
    - 和室ローベッドツイン（ツイン+畳の間5畳）〈バスなし〉
    - 和室（10畳）〈バスなし〉
    - 和室（8畳）〈バスなし〉
    - 和室（ツイン+4.5畳小上がり付）〈バスなし〉
    - 洋室（ツイン）〈眺望なし〉
- 温泉（ニセコアンヌプリ温泉）
  - 露天風呂、大浴場
- 食事処・喫茶
  - レストラン「カラマツ」
  - 食事処「ナナカマド」
  - バーベキューハウス「木々亭」（別棟）[18]
  - ニセコ茶屋
  - 喫茶コーナー
- 宴会・会議
  - 多目的ホール
    - 芙蓉の間（70席）
    - ライラック（140席）

  - 中広間・ナナカマド（50席 56畳）
  - 大広間・羊蹄（90席 100畳 舞台付）
- その他
  - ロビー・ラウンジ
  - 宿泊者専用ラウンジ
  - 売店
  - キッズルーム
  - カラオケルーム
- 屋外施設
  - テニスコート
  - 散策路
  - あずま屋
  - 鑑賞池

## 夏のアンヌプリ
- アンヌプリゴンドラ
- 展望広場
- 登山
- ネイチャーガイドツアー（要予約）[19]
- 熱気球係留体験（要予約）[20]
- バンジートランポリン[20]

## アクセス
北海道中央バスやニセコバスが札幌・小樽方面や新千歳空港（予約制）からのバスを運行しているほか、シィービーツアーズ（北海道中央バスグループ）によるバスパックがある。
- 北海道旅客鉄道（JR北海道）ニセコ駅から車で約10分
- 小樽から車で約1時間30分
- 札幌から車で約2時間
- 新千歳空港から車で約2時間

このほか、ウインターシーズンにはニセコバスにより、ニセコアンヌプリ国際スキー場・ニセコビレッジ・ニセコ東急 グラン・ヒラフ・ニセコHANAZONOリゾートの4スキー場間を結ぶ「ニセコユナイテッドシャトルバス」が運行され、通常運賃のほかにニセコ全山共通リフト券の有効ポイント（回数券）を1ポイント使って利用出来るが、各種時間券・日券・シーズン券を持っている場合は無料で利用出来る。